# Hendrella quinquincisa
Hendrella quinquincisa är en tvåvingeart som beskrevs av Valery Korneyev 1989. Hendrella quinquincisa ingår i släktet Hendrella och familjen borrflugor.
Artens utbredningsområde är Mongoliet. Inga underarter finns listade i Catalogue of Life.